# Sogod (Southern Leyte)
Sogod is een gemeente in de Filipijnse provincie Southern Leyte op het eiland Leyte. Bij de laatste census in 2007 had de gemeente bijna 40 duizend inwoners.

## Geografie

### Bestuurlijke indeling
Sogod is onderverdeeld in de volgende 45 barangays:
| - Benit - Buac Daku - Buac Gamay - Cabadbaran - Concepcion - Consolacion - Dagsa - Hibod-hibod - Hindangan - Hipantag - Javier - Kahupian - Kanangkaan - Kauswagan - La Purisima Concepcion | - Libas - Lum-an - Mabicay - Mac - Magatas - Mahayahay - Malinao - Maria Plana - Milagroso - Olisihan - Pancho Villa - Pandan - Rizal - Salvacion - San Francisco Mabuhay | - San Isidro - San Jose - San Juan - San Miguel - San Pedro - San Roque - San Vicente - Santa Maria - Suba - Tampoong - Zone I - Zone II - Zone III - Zone IV - Zone V |

## Demografie
Sogod had bij de census van 2007 een inwoneraantal van 39.864 mensen. Dit zijn 2.462 mensen (6,6%) meer dan bij de vorige census van 2000. De gemiddelde jaarlijkse groei komt daarmee uit op 0,88%, hetgeen lager is dan het landelijk jaarlijks gemiddelde over deze periode (2,04%). Vergeleken met de census van 1995 is het aantal mensen met 8.802 (28,3%) toegenomen.

De bevolkingsdichtheid van Sogod was ten tijde van de laatste census, met 39.864 inwoners op 192,7 km², 206,9 mensen per km².